# Parafia Matki Bożej Królowej Rodzin w Dziekanowie Leśnym
Parafia pw. Matki Bożej Królowej Rodzin w Dziekanowie Leśnym – parafia rzymskokatolicka znajdująca się w dekanacie kampinoskim, archidiecezji warszawskiej, metropolii warszawskiej Kościoła katolickiego.